# Metropolia di Corinto

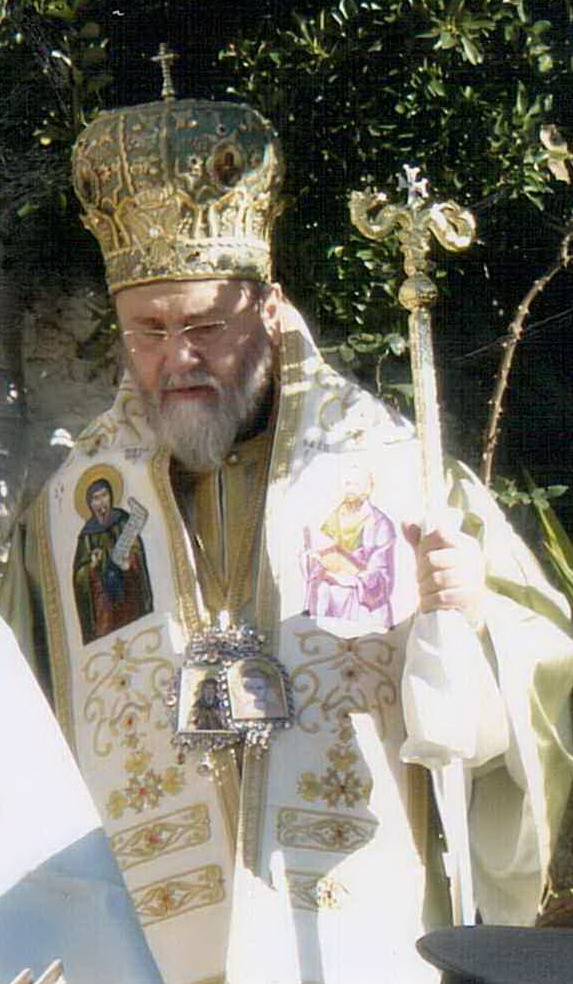
Dionysios Mantalos, metropolita di Corinto dal 2006 al 2025

La metropolia di Corinto (in greco Ιερά Μητρόπολης Κορίνθου?, Ierá Mitrópolīs Korinthou) è una diocesi della Chiesa di Grecia, con sede a Corinto, dove si trova la cattedrale di San Paolo.
Nome ufficiale della sede è "metropolia di Corinto, Sicione, Zemene, Tarso e Polyphengos" (in greco: Ιερά Μητρόπολις Κορίνθου, Σικυώνως, Ζεμενού, Ταρσού και Πολυφέγγους).
Fino al 7 agosto 2025 il metropolita è stato Dionysios Mantalos.

## Storia
Le origini dell'arcidiocesi di Corinto risalgono al tempo delle predicazioni di san Paolo, che visitò la città e si stabilì nella dimora della casa di Aquila e Priscilla (Atti 18,1), dove Sila e Timoteo presto si unirono a lui. Dopo la sua partenza, a Corinto rimase Apollo, il quale era stato richiamato da Efeso per opera di Priscilla stessa. L'apostolo visitò Corinto di nuovo e scrisse ai Corinti da Efeso nel 57, e quindi lo stesso anno (o secondo altre fonti l'anno successivo), una seconda lettera dalla Macedonia. Si tratta delle due lettere dell'epistolario paolino, che la tradizione ha denominato prima e seconda lettera ai Corinzi.
La comunità cristiana di Corinto fu destinataria della cosiddetta prima lettera di Clemente, scritta attorno al 96, che mostra la prima evidenza storica del primato della Chiesa di Roma sulle altre chiese, alla base della teologia cattolica del primato papale.
Ben presto la sede di Corinto fu eretta a metropolia della Grecia (provincia romana dell'Ellade) con molte diocesi suffraganee. Nella consultazione voluta dall'imperatore Leone I nel 458 dopo i gravosi fatti di Alessandria che portarono all'uccisione del patriarca Proterio, alla sede di Corinto sono indicate 21 diocesi suffraganee, progressivamente ridotte dopo l'erezione a sedi metropolitane di Patrasso e di Atene (IX secolo), e più tardi di Monembasia (XIII secolo). Nella Notitia Episcopatuum attribuita all'imperatore Leone VI e databile all'inizio X secolo Corinto appare al 27º posto fra le sedi metropolitane del patriarcato di Costantinopoli e le sono attribuite sette diocesi suffraganee: Damala, Argo, Monembasia, Cefalonia, Zante, Zemene (o Zemaina) e Maina. Come tutte le sedi episcopali della prefettura dell'Illirico, fino a metà circa dell'VIII secolo la metropolia di Corinto era parte del patriarcato di Roma; in seguito fu sottoposta al patriarcato di Costantinopoli.
Da sant'Apollo, Le Quien (II, 155) menziona una lunga serie di vescovi: tra loro si ricorda anche san Sostene, discepolo di San Paolo; san Dionigi; Paolo, fratello di san Pietro, vescovo di Argo nel X secolo; sant'Anastasio nel medesimo secolo; Giorgio (o Gregorio), un commentatore di inni liturgici. Tra i vescovi si può menzionare ancora Cirillo I, che occupò la sede dal 1635 al 1637 e che in seguito fu eletto patriarca di Costantinopoli, in due occasioni, nel 1652 e nel 1654; in entrambi i casi, il suo patriarcato durò solo qualche giorno.
Durante la quarta crociata (1204) anche in Corinto come in molte altre diocesi greche, fu eretta un'arcidiocesi di rito latino, che sopravvisse fino al termine del XIV secolo, quando la città fu conquistata dagli Ottomani. In questo lungo periodo sono pochissimi i metropoliti noti di Corinto.
Dopo la conquista ottomana, iniziò a diminuire il numero delle diocesi suffraganee, che erano ancora 5 alla fine del XV secolo, ma ridotte a 2 nel XVII secolo. Col XIX secolo Corinto non ebbe più suffraganee, o perché unite alla sede metropolitana o perché elevate loro stesse al rango di metropolia. Quasi a compensare la perdita della provincia ecclesiastica, il Santo Sinodo di Costantinopoli assegnò ai metropoliti di Corinto il titolo di "ipertimo e esarca di tutto il Peloponneso", titolo che dal 1852 è solo onorifico non godendo più di particolari privilegi rispetto alle altre metropolie del Peloponneso.
Con l'indipendenza della Grecia, la metropolia passò dal patriarcato di Costantinopoli alla Chiesa di Grecia, dapprima con il titolo di sede metropolitana honorias causa, e poi ufficialmente riconosciuta come sede metropolitana senza suffraganee nel 1922.

## Cronotassi dei vescovi e metropoliti
- Sant'Apollo †
- San Sostene †
- Apollonio † (menzionato nel 160)[5]
- Primo † (all'epoca di papa Aniceto)
- San Dionisio I † (all'epoca di papa Sotero)
- Bacchillo † (all'epoca di papa Vittore I)
- Esiodo †
- Epicteto † (all'epoca di Atanasio di Alessandria)
- Dionisio II † (all'epoca di papa Giulio I)
- Doroteo † (menzionato nel 381)
- Eustazio † (V secolo ?)[6]
- Alessandro † (menzionato nel 403/407 circa)
- Perigene † (418 - dopo il 431)
- Erasistrato † (prima del 446 - dopo il 449)
- Pietro † (prima del 451 - dopo il 458)
- Teodoro I † (VI secolo)
- Fozio † (menzionato nel 536)
- Anastasio † (prima del 591 - 595 deposto)
- Giovanni I † (595 - ?)
- Stefano † (prima del 680 - 692)
- Gabriele I † (VIII o IX secolo)
- Ilario † (menzionato nell'869)
- Giovanni II † (menzionato nell'879)
- Paolo † (all'epoca del patriarca Nicola I Mistico)
- Anonimo † (prima del 946)
- Atanasio I † (? - 957 deceduto)
- Basilio † (metà del X secolo)
- Nicodemo l'Agiorita † (menzionato nel 1024)
- Giorgio †
- Sergio I † (menzionato nel 1027)
- Niceta † (seconda metà dell'XI secolo)
- Giovanni III † (seconda metà dell'XI secolo)
- Sergio II † (menzionato nel 1092)
- Gregorio I (o Giorgio) Pardos † (dopo il 1092 - prima del 1156)[7]
- Teodoro II † (menzionato nel 1156)
- Stefano Chrysoberges † (menzionato nel 1173/1175)
- Nicola † (? - 1205 deceduto)
- Manuele † (prima del 1230)
- Teolepto † (inizi del XIV secolo)
- Isidoro † (menzionato nel 1343)
- Theognosto † (documentato da febbraio 1394 al 1401)
- Marco † (1454 - 1466 deceduto)
- Malachia † (1467 - ?)
- Gioacchino † (prima del 1477)
- Macario † (ottobre 1507 - 4 aprile 1517)
- Costantino Resinos †
- Joasaph I † (menzionato nel 1546)
- Sofronio † (menzionato a gennaio 1565)
- Lorenzo † (menzionato nel 1574)
- Neofito I † (menzionato nel 1579)
- Antimo † (documentato dal 1601 al 1616)
- Atanasio II † (menzionato a maggio 1620)
- Antimo † (1620 - maggio 1622) (per la seconda volta)
- Neofito II † (maggio 1622 - luglio 1624)
- Daniele † (settembre 1624 - 18 aprile 1628)
- Ezechiele † (luglio 1628 - luglio 1635)
- Cirillo I † (luglio 1635 - gennaio 1637 eletto metropolita di Filippopoli)[8]
- Ezechiele † (1637 - luglio 1638) (per la seconda volta)
- Joasaph I † (31 agosto 1638 - 1639 ?)
- Gregorio II † (menzionato nel 1642)
- Partenio I † (menzionato a luglio 1668)
- Partenio I † (novembre 1668 - 1672)
- Zaccaria I † (1678 - 1684 deceduto)
- Gregorio II Notaras † (1695 - 1712)
- Metrofane † (menzionato nel 1719)
- Dionisio II † (menzionato nel 1730 circa)
- Partenio I † (1734 - 1750)
- Macario Notaras † (1764 - 1776)
- Gabriele II † (1776 - 15 febbraio 1783)
- Zaccaria II † (1792 - 1801)
- Cirillo II Rhodopoulos † (? - febbraio 1836)
  - Sede vacante (1836-1852)
- Jonas † (10 luglio 1852 - 29 novembre 1853)
- Amfilochio Gardeles † (23 agosto 1854 - febbraio 1875)
  - Sede vacante (1875-1884)
- Socrate Coliatsos † (2 febbraio 1884 - febbraio 1899)
- Bartolomeo Georgiades † (26 settembre 1899 - 1921 ?)
- Damasceno Papandreou † (1922 - 5 novembre 1938 eletto arcivescovo di Atene)
- Michele Konstantinidis † (10 settembre 1939 ordinato - 11 ottobre 1949 eletto arcivescovo d'America)
- Procopio Tzavaras † (23 novembre 1949 - 3 dicembre 1964 deceduto)[9]
- Pantelemone Karanikolas † (18 novembre 1965 - 16 agosto 2006 deceduto)
- Dionysios Mantalos † (10 ottobre 2006 - 7 agosto 2025 deceduto)